# Filiation des abbayes cisterciennes
Pour un article plus général, voir Ordre cistercien.

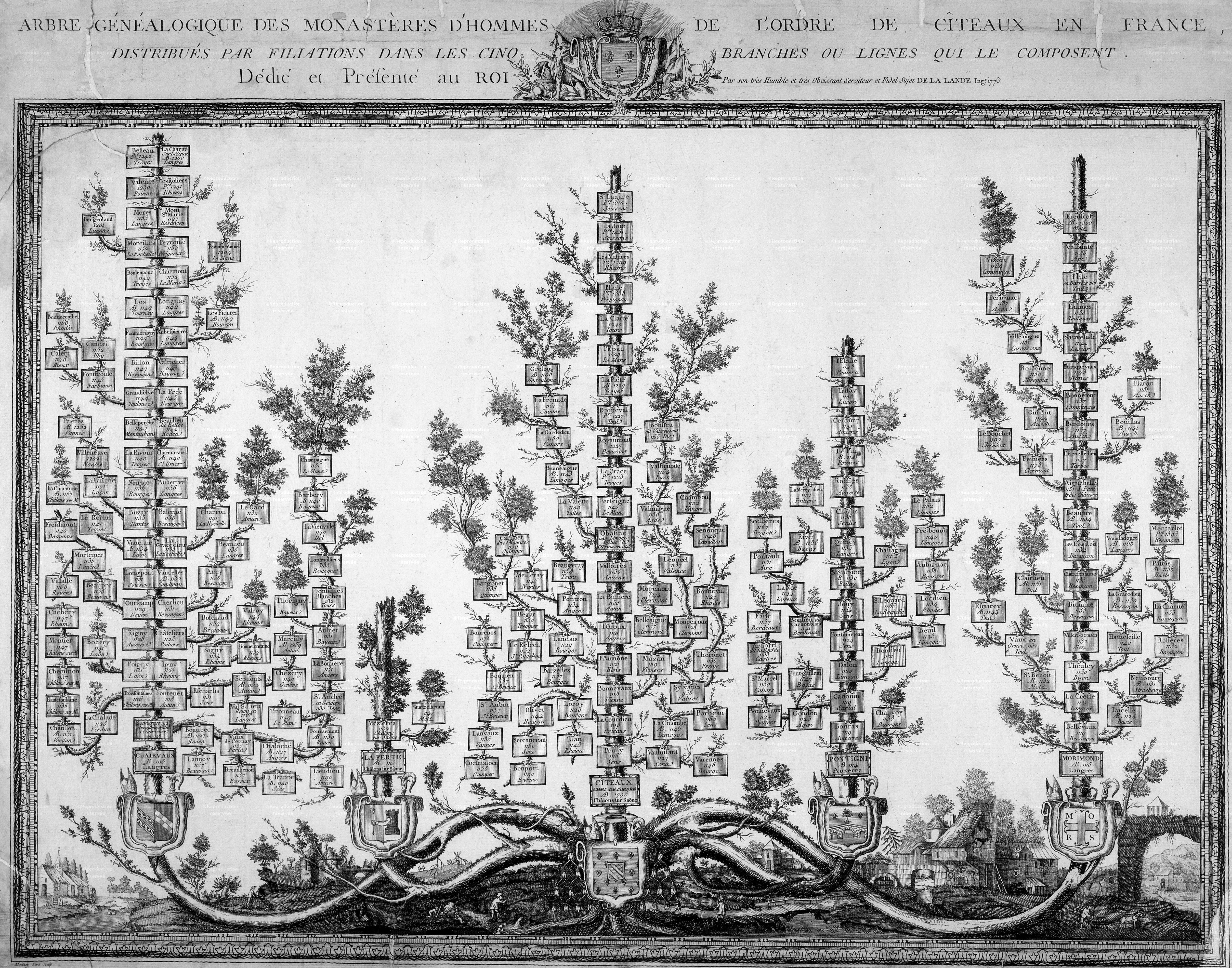
Exemple d'arbre de filiation des abbayes, dessiné en 1776 et ne reprenant que les abbayes masculines situées en France.

La filiation des abbayes cisterciennes est la traduction concrète du principe d'autonomie et d'interrelation des divers établissements cisterciens entre eux. Mise en place par Étienne Harding à travers la Carta Caritatis au début du XIIe siècle, cette filiation a de nombreuses implications pratiques. Après la quasi-disparition de l'ordre au moment de la Révolution française et des guerres napoléoniennes, le principe est repris aussi bien dans l'ordre de la commune observance que dans celui de la stricte observance ou chez les bernardines d'Esquermes.

## Principes et histoire
L'abbaye de Cîteaux, fondée en 1098 par Robert de Molesme et ses compagnons, attire de nombreux postulants désireux de suivre la règle cistercienne. À partir des années 1110, la croissance de la communauté est telle qu'elle donne lieu aux premiers essaimages bientôt suivis des premières fondations. Dès les années 1120, la responsabilité de la formation monastique des nouvelles fondations cisterciennes incombe non plus à la maison mère de Cîteaux mais à l'abbaye fille de celle-ci qui devient mère à son tour parce que les religieux chargés de la construction des bâtiments et de l'initiation aux coutumes de Cîteaux de la nouvelle communauté sont issus de ses rangs. Pour favoriser la cohésion, éviter les discordes et fonder des relations organiques entre les monastères, dès 1114, Étienne Harding, abbé de Cîteaux rédige une Carta Caritatis, Charte d'unanimité et de charité. Ce document juridique « règle le contrôle et la continuité de l'administration de chaque maison, […] définit les rapports des maisons entre elles et assure l'unité de l'ordre ». Elle est complétée jusqu'en 1119, puis, au vu de nouvelles difficultés, remaniée vers 1170 pour donner naissance à la Charte de charité postérieure.
Par son esprit, elle se détache du modèle clunisien de la familia hiérarchisée en offrant une large autonomie à chaque monastère. Cîteaux reste l'autorité spirituelle gardienne de « l'observance de la sainte règle » établie au Nouveau Monastère. Chaque monastère ayant fondé une abbaye-fille a une relative préséance sur celle-ci et ce qui la concerne, notamment dans certaines décisions du Chapitre Général. Pour ce qui est des abbayes «indépendantes» les unes par rapport aux autres, c'était la date de fondation qui primait. Aussi la liste complète (tabulæ abbatiarum) des abbayes était-elle entreposée et conservée avec soin à Cîteaux, ainsi, au moins par fragments, que dans d'autres abbayes.
Chaque monastère, selon le principe de charité, doit secours aux fondations les plus démunies, les abbayes mères assurant le contrôle et l'élection des abbés des abbayes filles. L'abbé de Cîteaux garde, par ses conseils et dans ses visites, une autorité supérieure. Chaque abbé doit se rendre chaque année à Cîteaux pour le Chapitre général, organe suprême de gouvernement et de justice, célébré aux alentours de la fête de la Sainte Croix (14 septembre), à la suite desquels des statuts étaient promulgués. Cette procédure n'est pas entièrement originale puisqu'elle remonte aussi aux origines de l'ordre de Vallombreuse, mais l'inspiration vient évidemment de la convention entre Molesme et Aulps signée en 1097, sous l'abbatiat de Robert. Depuis la fin du XIIe siècle, le Chapitre est assisté par un comité de définiteurs nommés par l'abbé de Cîteaux, le Définitoire. Les cisterciens acceptent cependant le soutien et le contrôle de l'évêque du lieu en cas de conflit au sein de l'ordre. Ainsi, dès 1120, sur le plan juridique et normatif, l'essentiel de ce qu'est l'ordre repose sur des principes solides et cohérents.
Les dates indiquées sont celles d'un établissement cistercien. Les abbayes cisterciennes ou trappistes aujourd'hui actives sont indiquées en gras.

## Jusqu'à la Révolution française

### Les abbayes primaires
| Cîteaux La Ferté Pontigny Clairvaux Morimond |

Les quatre premières abbayes-filles de Cîteaux sont nommées abbayes primaires. Par extension, ce nom peut être donné également à l'abbaye de Cîteaux elle-même. En 1149, le bienheureux Serlon, troisième abbé de Savigny, rattache l'ensemble de sa congrégation à l'ordre de Citeaux comme fille de Clairvaux mais en obtenant du chapitre général que l'abbé de Savigny prennent rang immédiatement après les abbés des cinq abbayes primaires. Cette préséance ne faisait pas de Savigny une fille de Cîteaux mais lui accordait un statut intermédiaire entre les abbés primaires et les abbés des filles des abbayes primaires. Elle prit fin en 1215 lorsque le chapitre, accédant aux protestations de Preuilly, déclassa Savigny après celle-ci.
Enfin, le cas particulier des abbayes féminines donne une prééminence à l'abbaye de Tart, sans que celle-ci acquière des prérogatives semblables à celles des quatre abbayes primaires masculines.
- 001 - Cîteaux  France (1098-1790 et 1898-actuellement)
  - 002 - La Ferté  France (1113-1791)
  - 003 - Pontigny  France (1114-1791)
  - 004 - Clairvaux  France (1115-1791)
  - 005 - Morimond  France (1115-1791)
  - [note 1] Tart  France (1132-1791)

### Filiation détaillée de la lignée de Cîteaux
- 001 - Cîteaux  France (1098-1790 et 1898-actuellement)
  - 006 - Preuilly  France (1118-1790)
    - 034 - Vauluisant  France (1127-1791)
      - 282 - Varennes  France (1148-1791)

    - 218 - La Colombe  France (1146-1791)
    - 280 - Barbeau  France (1147-1791)

  - 008 - La Cour-Dieu  France (1119-1791)
    - 033 - Loroy  France (1125-1791)
      - 286 - Élan  France (1148-1791)

    - 104 - Le Val  France (1125-1790)
      - 498 - Bonport  France (1189-1791)

    - 200 - Olivet  France (1145-1791)
    - 450 - Iranzu  Espagne (1178-1839)
    - 462 - Cercanceaux  France (1181-1791)

  - 009 - Bonnevaux  France (1117-1789)
    - 015 - Mazan  France (1119-1791)
      - 095 - Sylvanès  France (1136-1768)
      - 097 - Le Thoronet  France (1146-1791)
        - Castelas « Porquerolles »  France (1150-1169)
        - Gémenos « Saint-Pons »  France (1205-1426)
          - Mollégès  France (1208-1790)
          - Almanarre  France (1220-1793)
          - Mont-Sion  France (1242-1791)

      - 367 - Bonneval  France (1147-1791 et 1875-actuellement)
      - 284 - Sénanque  France (1148-1791 et 1854-actuellement)
        - 339 - Les Chambons  France (1152-1792)
        - Sainte-Catherine  France (1150-1790)
          - Manosque  France (1634-1791)

      - Clavas  France (avant 1200-1764)
      - Mercoire  France (1200-1790)
      - Bellecombe  France (1149-1792)
        - Bonlieu  France (1199-1711)

      - Sauve-Bénite  France (1226-1792)

    - 027 - Montpeyroux  France (1126-1791)
      - 115 - Bellaigue  France (1136-1791)
      - Mègemont  France (1206-1791)

    - 074 - Tamié  France (1133-1792 et 1861-actuellement)
      - Betton  France (1133-1791)
        - Bonlieu  France (1160-1648)
          - Sainte-Catherine-du Mont  France (1195-1772)
            - Bellerive  Suisse (1150-1530)
            - Petit-Lieu  France (1150-1538)

        - Ayes  France (1140-1791)

    - 114 - Léoncel  France (1137-1790)
    - 352 - Valmagne  France (1144-1789)
      - Netlieu  France (1240-1490)

    - 431 - Ulmet  France (1173-1323)
    - 468 - Valbenoîte  France (1184-1791)
    - 483 - Valcroissant  France (1188-1791)
    - Val-de-Bressieux  France (1117-1791)
    - Bonnecombe  France (1150-1791)
    - Saint-Just-de-Claix (1349-1790)

  - 016 - L'Aumône  France (1121-1791)
    - 036 - Waverley  Angleterre (1128-1536)
      - 072 - Garendon  Angleterre (1133-1536)
        - 132 - Bordesley  Angleterre (1138-1538)
          - 289 - Merevale  Angleterre (1148-1538)
          - 329 - Flaxley  Angleterre (1151-1536)
          - 350 - Stoneleigh  Angleterre (1155-1536)

        - 234 - Biddlesden  Angleterre (1147-1538)

      - 113 - Thame  Angleterre (1138-1539)
        - 683 - Rewley  Angleterre (1281-1535)

      - 098 - Forde  Angleterre (1141-1539)
        - 426 - Bindon  Angleterre (1149-1539)
        - 533 - Dunkeswell  Angleterre (1201-1539)

      - 235 - Bruern  Angleterre (1147-1536)
      - 310 - Coombe  Angleterre (1150-1539)

    - 043 - Tintern  Pays de Galles (1131-1536)
      - 142 - Kingswood  Angleterre (1139-1538)
      - 527 - Tinternparva  Irlande (1200-1537)

    - 035 - Le Landais  France (1129-1791)
      - 124 - Barzelle  France (1137-1791)

    - 039 - Bégard  France (1130-1790)
      - 057 - Le Relec  France (1132-1791)
      - 116 - Boquen  France (1137-1790 et 1937-1973)
      - 121 - Saint-Aubin des Bois  France (1138-1790)
      - 129 - Lanvaux  France (1138-1790)
      - 171 - Coatmalouen  France (1142-1791)

    - 100 - Le Langonnet  France (1136-1790)
      - 449 - Carnoët  France (1177-1791)

  - 019 - Louroux  France (1121-1791)
    - 076 - Pontron  France (1134-1791)
      - 212 - Melleray  France (1145-1795 et 1817-2016[6])

    - 337 - Bellebranche  France (1152-1686)
    - 421 - Beaugerais  France (1172-1791)
    - 679 - Vittoria  Italie (1268-1525)

  - 041 - La Bussière  France (1131-1791)
  - 047 - Le Miroir  France (1131-1612)
  - 050 - Saint-André de Sestri Ponente  Italie (1131-1569)
    - Saint-Albert de Sestri Ponente  Italie (1216-1310)
    - 651 - Rivalta di Torino  Italie (1254-1770)
    - Coronata  Italie (1341-1486)

  - 130 - Valloires  France (1138-1791)
  - 198 - Herrevad  Suède (1144-1565)
    - 370 - Tvis  Danemark (1163-1547)
    - 424 - Holme  Danemark (1172-1550)
    - 432 - Løgumkloster  Danemark (1173-1548)

  - 208 - Perseigne  France (1145-1790)
  - 266 - Aubazine  France (1147-1791)
    - 267 - La Valette  France (1147-1791)
    - 268 - Bonnaigue  France (1147-1791)
    - 313 - La Garde-Dieu  France (1150-1791 et 1864-1874)
    - 328 - La Frenade  France (1151-1791)
    - 394 - Grosbot  France (1142-1791)
    - 665 - Gourdon  France (1242-1790)

  - 540 - Carracedo  Espagne (1203-1835)
    - 541 - Villanueva de Oscos  Espagne (1203-1835)
    - 551 - Belmonte  Espagne (1206-1835)
    - 593 - Peñamaior  Espagne (1225-1835)
    - 640 - Castañeda  Espagne (1245-1835)

  - 543 - Beaulieu  Angleterre (1203-1538)
    - Faringdon (en) (1203-1536)
    - 631 - Netley  Angleterre (1239-1536)
    - 642 - Hailes  Angleterre (1245-1539)
    - 643 - Newenham  Angleterre (1247-1539)
    - 708 - Graces (« Eastminster »)  Angleterre (1350-1538)

  - 562 - Sotos Albos  Espagne (1212-1498)
  - 563 - L'Escarp  Espagne (1213-1835)
  - 599 - Royaumont  France (1228-1791)
    - 678 - Realvalle  Italie (1270-1800)

  - 600 - San Salvatore  Italie (1228-1783 et 1939-actuellement)
  - 602 - L'Épau  France (1229-1790)
  - 617 - Monte Acuto  Italie (1234-1523)
  - 633 - La Clarté-Dieu  France (1239-1790)
  - 716 - Moulins  Belgique (1233-1785)
    - 731 - Boneffe  Belgique (1227-1794)

  - 721 - La Piété-Dieu  France (1440-1791)
  - 732 - Rochefort  Belgique (1230-1796 et 1887-actuellement)

### Filiation détaillée de la lignée de La Ferté
- 002 - La Ferté  France (1113-1791)
  - 014 - Tiglieto  Italie (1120-1648 et 2000-2011)
    - 087 - Staffarda  Italie (1135-1750)
      - 490 - Sala  Italie (1189-1217)

    - 308 - Casanova  Italie (1130-1775)

  - 022 - Lucedio  Italie (1124-1784)
    - 226 - Castagnola  Italie (1147-1499, 1564-1796 et 1815-1985)
      - 653 - Monte Favale  Italie (1255-XVe siècle)
      - 656 - Cotignola  Italie (1257-1455 ?)

    - 461 - Rivalta  Italie (1181-1583)
      - 542 - Acqualunga  Italie (1204 - 1530/1798)
      - 628 - Preallo  Italie (1237-1481)

    - 564 - Jubin (de)  Turquie (1214-1268)
    - 566 - Chortaïton  Grèce (1212-1224)
      - Eubée (de)  Grèce (1223-?)

  - 062 - Maizières  France (1113-1791)
    - 177 - Sturzelbronn  France (1135-1790)

  - 558 - Barona  Italie (1192-1224)
  - 622 - Giblet (de)  Liban (1231-1268)

### Filiation détaillée de la lignée de Pontigny
- 003 - Pontigny  France (1114-1791)
  - 010 - Bourras  France (1119-1791)
    - 128 - Chalivoy  France (1138-1791)

  - 011 - Cadouin  France (1115-1789)
    - 021 - Gondon  France (1123-1791)
      - 276 - Fontguilhem  France (1147-1790)

    - 026 - Bonnevaux  France (1124-1791)
    - 274 - Ardorel  France (1147-1574)
      - 373 - Jau  France (1162-?)

    - 275 - La Faise  France (1137-1790)
    - 440 - Saint-Marcel  France (1175-1596)

  - 024 - Fontainejean  France (1124-1791)
  - 025 - Jouy  France (1124-1791)
    - 157 - Bonlieu  France (1141-1791)
    - 199 - La Noë  France (1144-1791)
    - 324 - Pontaut  France (1151-1791)
      - 491 - Le Rivet  France (1189-1791)

    - 398 - Sellières  France (1168-1791)

  - 065 - Saint-Sulpice  France (1130-1791)
    - 189 - Falleri  Italie (1143-1649)
      - 415 - Saint-Sébastien-hors-les-Murs  Italie (1171-1826)

    - 317 - Cimino  Italie (1150-1564)
    - 374 - Chassagne  France (1162-1791)

  - 066 - Quincy  France (1133-1790)
  - 108 - Chaalis  France (1137-1786)
    - 327 - La Merci-Dieu  France (1151-1791)

  - 110 - Les Roches  France (1137-1791)
  - 158 - Le Pin  France (1141-1791)
  - 161 - Cercamp  France (1137-1791)
  - 201 - L'Estrée  France (1115-1684)
  - 210 - L'Étoile  France (1145-1791)
  - 211 - Trizay  France (1137-1790)
    - 353 - Île de Ré  France (1156 1625 ?)

  - 375 - Dalon  France (1162-1791)
    - 376 - Bonlieu  France (1162-1791)
    - 377 - Bœuil  France (1162-1791)
    - 378 - Loc-Dieu  France (1162-1791)
    - 379 - Aubignac  France (1162-1791)
    - 380 - Prébenoît  France (1162-1791)
    - 381 - Le Palais  France (1162-1791)

  - 453 - Igriș  Roumanie (1179-1526)
    - 539 - Cârța  Roumanie (1202-1474)
    - Vérteskeresztúr  Hongrie (1214-1301)
    - 569 - Zám  Croatie (1214-1784)

### Filiation détaillée de la lignée de Clairvaux
- 004 - Clairvaux  France (1115-1791)
  - 007 - Trois-Fontaines  France (1118-1790)
    - 030 - Lachalade  France (1127-1790)
      - 270 - Chéhéry  France (1147-1791)

    - 053 - Orval  Belgique (1132-1796 et 1929-actuellement)
      - Düsselthal (de)  Allemagne (1702-1804)

    - 101 - Hautefontaine  France (1136-1791)
    - 122 - Cheminon  France (1138-1790)
    - 194 - Monthiers-en-Argonne  France (1144-1790)
    - 344 - Chatillon  France (1142-1791)
    - 470 - Szentgotthárd  Hongrie (1184-1532 et 1734-1950)
      - 579 - Pornó  Hongrie (1234-1532)

    - 618 - Bélakút  Serbie (1234-1482)

  - 525 - Mont-Sainte-Marie  France (1196-1790)
  - 012 - Fontenay  France (1119-1791)
    - 046 - Écharlis  France (1132-1791)
    - 059 - Sept-Fons  France (1132-1791 et 1845-actuellement)
    - 149 - Chézery  France (1140-1791)
    - 730 - Marcilly (1239-1791)

  - 018 - Foigny  France (1121-1791)
    - 156 - Bohéries  France (1141-1791)

  - 029 - Igny  France (1128-1790, 1874-1914 et 1929-actuellement)
    - 082 - Signy  France (1135-1790)
      - 351 - Bonnefontaine  France (1152-1791)
      - 537 - Val-Saint-Lambert  Belgique (1187-1796)

    - 300 - Valroy  France (1147-1791)

  - 031 - Reigny  France (1128-1790)
  - 037 - Ourscamp  France (1129-1792)
    - 092 - Beaupré  France (1135-1791)
    - 120 - Mortemer  France (1137-1791)
      - 355 - Le Valasse  France (1157-1791)

    - 153 - Froidmont  France (1134-1791)

  - 044 - Cherlieu  France (1131-1791)
    - 096 - Acey  France (1136-1790 et 1872-actuellement)
      - 466 - Pilis  Hongrie (1184-1526)
        - 495 - Pásztó  Hongrie (1191-1544)
        - 612 - Bélapátfalva  Hongrie (1232-1596)
        - 669 - Ábrahám  Hongrie (1263-1537)

    - 141 - Le Gard  France (1137-1790)
    - 123 - Hauterive  Suisse (1132-1848 et 1939-actuellement)
      - 472 - Kappel  Suisse (1185-1527)

    - 141 - Les Gardes  France (1139-1790 et 1818-actuellement)
    - 176 - Le Haut-Crêt  Suisse (1143-1536)
    - 411 - Beaulieu-en-Bassigny  France (1166-1790)

  - 045 - Bonmont  Suisse (1131-1536)
  - 048 - Eberbach  Allemagne (1136-1803)
    - 202 - Schönau  Allemagne (1142-1558)
      - 492 - Bebenhausen  Allemagne (1190-1560)
        - Güterstein  Allemagne (1260-Début XIVe siècle)

    - 205 - Otterberg  Allemagne (1145-1561)
      - 657 - Disibodenberg  Allemagne (1259-1559)

    - 459 - Val-Dieu  Belgique (1185-1796)
    - 434 - Arnsburg  Allemagne (1174-1803)
    - Tiefenthal  Allemagne (1242-1803)

  - 051 - Longpont  France (1132-1790)
  - 054 - Moreruela  Espagne (1143-?)
    - 389 - Nogales  Espagne (1164-1835)
    - 391 - Aguiar  Portugal (1170-1834)

  - 052 - Rievaulx  Angleterre (1132-1538)
    - 107 - Warden  Angleterre (1136-1537)
      - 237 - Sawtry  Angleterre (1147-1536)
      - 301 - Sibton  Angleterre (1150-1536)
      - 346 - Tilty  Angleterre (1153-1536)

    - 094 - Melrose  Écosse (1136-1560)
      - 152 - Newbattle  Écosse (1140-1587)
      - 325 - Kinloss  Écosse (1150-1601)
        - 573 - Culross  Écosse (1217-1589)
        - 577 - Deer  Écosse (1219-1587)

      - 331 - Holmcultram  Angleterre (1150-1538)
        - 505 - Grey  Irlande du Nord (1193-1541)

      - 386 - Coupar Angus  Écosse (1154-1606)
      - 605- Balmerino  Écosse (1227-1609)

    - 172 - Dundrennan  Écosse (1142-1587)
      - 496 - Glenluce  Écosse (1192-1602)
        - 676 - Sweetheart  Écosse (1273-1624)

    - 186 - Revesby  Angleterre (1143-1538)
      - 519 - Cleeve  Angleterre (1198-1536)

    - 285 - Rufford  Angleterre (1147-1536)

  - 058 - Vaucelles  France (1132-1790)
  - 075 - Himmerod  Allemagne (1134-1802 et 1919-actuellement)
    - 487 - Heisterbach  Allemagne (1189-1803)
      - 571 - Marienstatt (de)  Allemagne (1212-1803)
      - 728 - Walberberg  Allemagne (1197-1796)

  - 077 - Vauclair  France (1134-1790)
    - 163 - Le Reclus  France (1142-1791)
    - 396 - La Charmoye  France (1167-1791)

  - 089 - Fountains  Angleterre (1135-1539)
    - 135 - Newminster  Angleterre (1538-1537)
      - 188 - Pipewell  Angleterre (1143-1538)
      - 236 - Roche  Angleterre (1147-1537)
      - 277 - Sawley  Angleterre (1147-1536)

    - 136 - Kirkstead  Angleterre (1139-1537)
      - 230 - Hovedøya  Norvège (1147-1532)

    - 137 - Louth Park  Angleterre (1137-1536)
    - 206 - Woburn  Angleterre (1145-1538)
      - 560 - Medmenham  Angleterre (1201-1536)

    - 219 - Lyse  Norvège (1156-1536)
      - Munkeby  Norvège (1150 ?-1207 et 2009-actuellement)
      - 552 - Tautra  Norvège (1207-1537 et 1999-actuellement)

    - 231 - Kirkstall  Angleterre (1147-1539)
    - 232 - Vaudey  Angleterre (1147-1536)
    - 318 - Meaux  Angleterre (1151-1539)

  - 093 - Chiaravalle  Italie (1135-1798 et 1952-actuellement)
    - 105 - Cerreto  Italie (1135-1798)
      - 607 - Cavatigozzi  Italie (1231-1799 ?)
      - 609 - Corno  Italie (1231-1797)

    - 162 - Chiaravalle di Fiastra  Italie (1142-1624 et 1985-2018)
    - 215 - Follina  Italie (1146-1573)
      - 603 - Ospedale del Piave (de)  Italie (1230-1800)

    - 626 - Capolago  Italie (1235-1497)
    - Basilique Saint-Ambroise  Italie (1487-1799)
    - Vittoria  Italie (1647-1798)

  - 084 - La Grâce-Dieu  France (1135-1791)
    - 500 - Charon  France (1191-1791)

  - 085 - Hautecombe  France (1125-1792 et 1826-1922)
    - 090 - Fossanova  Italie (1135-1810)
      - 316 - Bosco  Italie (1192-1514)
        - 476 - Legno  Italie (1185-1819)

      - 397 - Marmosoglio  Italie (1167-1396)
        - Valvisciolo  Italie

      - 430 - Corazzo  Italie (1173-1809)
      - 454 - Ferraria  Italie (1179-1807)
        - 561 - Arco  Italie (1212-1789)
        - 572 - Valle (de)  Italie (1215-1232)
        - 594 - Incoronata (de)  Italie (1232-1808)
        - 644 - Salvo  Italie (1257-1453)

      - 638 - Zannone  Italie (1246-1295 ?)

    - 588 - Zaraka  Grèce (1225-1280)
    - Isova  Grèce (1212-1263)
    - 567 - Pétra  Turquie (1204-1261)
      - Percheio  Turquie (1221-1261)
      - Rufinianes  Turquie (1225-1261)

  - 086 - Buzay  France (1135-1791)
    - 425 - La Blanche  France (1172-1790)
    - 536 - Villeneuve  France (1201-1791)
    - 649 - Prières  France (1251-1791)

  - 099 - Balerne  France (1136-1791)
    - 279 - Billon  France (1147-1536)
      - 400 - Les Chaumes  France (1168-1723)

  - 102 - Aulps  France (1136-1793)
  - 106 - Noirlac  France (1136-1790)
  - 109 - Auberive  France (1136-1791)
  - 111 - Chiaravalle della Colomba  Italie (1136-1810 et 1937-actuellement)
    - 168 - Fontevivo  Italie (1142-1518)
      - 220 - Tuscania  Italie (1146-1373)

    - 574 - Quartazzola  Italie (1217-1810)
    - 604 - Brondolo  Italie (1229-1497)
    - 647 - Strada  Italie (1250-1463)
    - 654 - San Gaudenzio  Italie (1258-1482)
    - 693 - Bocci  Italie (1298-1810)

  - 134 - Lafões  Portugal (1163-1834)
  - 127 - Les Dunes  Belgique (1139-1796)
    - 442 - Ter Doest  Belgique (1175-1624)

  - 131 - Bénisson-Dieu  France (1138-1791)
  - 144 - Larrivour  France (1140-1791)
  - 145 - Clairmarais  France (1140-1791)
    - Blendecques  France (1186-1790)
      - La Brayelle  France (1196-1790)
        - Les Prés  France (1217-1790)
        - La Woestyne  France (1217-1790)

  - 148 - Tarouca  Portugal (1140-1834)
    - Sever  Portugal (1143-XIIIe siècle)
    - 408 - Águias  Portugal (1145-1834)
    - 332 - Fiães  Portugal (fin XIIe siècle-1834)
      - Ermelo (de)  Portugal (1230-1560)

  - 150 - Whitland  Pays de Galles (1140-1539 et 1991-actuellement)
    - 183 - Cwmhir  Pays de Galles (1143-1537)
      - 522 - Cymer  Pays de Galles (1198-1536)

    - 385 - Strata Florida  Pays de Galles (1164-1539)
      - 479 - Aberconwy  Pays de Galles (1186-1537)
      - 488 - Llantarnam  Pays de Galles (1179-1536)

    - 409 - Strata Marcella  Pays de Galles (1170-1536)
      - 530 - Valle Crucis  Pays de Galles (1201-1537)

    - 526 - Comber  Irlande du Nord (1200-1543)
    - 589 - Tracton  Irlande (1225-1540)

  - 151 - Tre Fontane  Italie (1140-1810)
    - 513 - Casanova  Italie (1191-1807)
      - 532 - Puglia  Italie (1201-?)
      - 576 - San Pastore  Italie (1218-1580)
      - 646 - Ocre  Italie (1222-1692)

    - 557 - Arabona  Italie (1209-1587)
      - 660 - Sterpeto (de)  Italie (1259-1374)

    - 559 - Caritate (de)  Italie (1211-?)
    - 615 - Montalto (de)  Italie (1234-1373)
    - 637 - Palazzolo  Italie (1237-1398)
    - 641 - Ponza (de)  Italie (1245-1542)

  - 154 - Oseira (de)  Espagne (1137-1835)
    - Júnias (de)  Portugal (1248-1834)

  - 173 - Mellifont  Irlande (1142-1539[note 2] et 1938-actuellement)
    - 227 - Bective  Irlande (1147-1537)
    - 581 - Saddell  Écosse (1160-1507)
    - 288 - Boyle  Irlande (1161-1569)
      - 452 - Assaroe  Irlande (1178-1597)
      - 494 - Knockmoy  Irlande (1190-1542)
        - Clare Island  Irlande (1224-?)

    - 291 - Monasteranenagh  Irlande (1148-1539)
      - 333 - Inislounaght  Irlande (1147-1540)
        - 528 - Glanawydan « Glangragh »  Irlande (1170-1228)
        - 410 - Fermoy  Irlande (1170-1540)
        - 512 - Corcomroe  Irlande (1195-1540)
          - 521 - Kilshane  Irlande (1198-13??)

      - 349 - Abbeydorney « Kyrie Eleison »  Irlande (1149-1534)
      - 457 - Midleton  Irlande (1179-1573)
      - 456 - Holy Cross  Irlande (1180-1536)
      - Abbeyfeale  Irlande (1188-?)

    - 292 - Baltinglass  Irlande (1148-1537)
      - 428 - Abbeymahon  Irlande (1172-1541)
        - Strowry  Irlande (1228-1541)

      - 489 - Monasterevin  Irlande (1178-1539)
      - 460 - Jerpoint  Irlande (1180-1540)
        - 469 - Kilcooly  Irlande (1184-1540)
        - 474 - Killenny  Irlande (1185-1227)

      - 467 - Abbeyleix  Irlande (1183-1552)

    - 314 - Abbeyshrule  Irlande (1150-1540)
    - 347 - Newry  Irlande du Nord (1153-1538)
    - 529 - Kilbeggan  Irlande (1150-1539)
    - 672 - Hore  Irlande (1272-1540)

  - 164 - Sobrado (de)  Espagne (1142-1835)
    - 404 - Benavides (de)  Espagne (1169-1809)
      - 570 - La Vega (de)  Espagne (1215-1835)

    - 520 - Valdediós (de)  Espagne (1200-1835)
    - 535 - Monfero (de)  Espagne (1147-1835)

  - 170 - Melón (de)  Espagne (1142-1835)
    - 592 - Ribadavia (de)  Espagne (1225-1835)

  - 182 - Nydala  Suède (1143-1527)
    - 387 - Roma  Suède (1164-1532)

  - 181 - Alvastra  Suède (1143-1529)
    - 307 - Varnhem  Suède (1150-1529)
    - 364 - Julita  Suède (1160-1526)
    - 737 - Gudsberga  Suède (1146-1538)

  - 180 - Meira (de)  Espagne (1143-1835)
  - 185 - Belleperche  France (1143-1791)
  - 195 - Belloc  France (1144-1791)
  - 203 - Grandselve  France (1145-1791)
    - 214 - Fontfroide  France (1146-1791 et 1858-1901)
      - 322 - Poblet  Espagne (1141-1835 et 1940-actuellement)
        - 509 - Piedra  Espagne (1194-1835)
        - 619 - Benifaçà  Espagne (1235-1835)
        - 623 - Real (de)  Espagne (1236-1835)

      - 635 - Valbonne  France (1242-1791)

    - 293 - Calers  France (1148-1790)
    - 336 - Candeil  France (1150-1791)
      - 395 - Bonnecombe  France (1166-1790 et 1876-1965)

    - 340 - Santes Creus  Espagne (1152-1835)
      - 681 - Valldigna  Espagne (1298-1835)
      - 711 - Rascanya (de)  Espagne (1381-1546)

    - 698 - Altofonte (de)  Italie (1307-1766)

  - 213 - La Prée  France (1141-1790)
  - 216 - Villers-la-Ville  Belgique (1146-1796)
    - 608 - Grandpré  Belgique (1231-1796)
    - 627 - Saint-Bernard-sur-l'Escaut  Belgique (1243-1797)
    - 716 - Moulins-Warnant  Belgique (1233-1787)
      - 717 - Le Jardinet  Belgique (1232-1793)
      - 722 - Nizelles  Belgique (1441-1783)
      - 731 - Boneffe  Belgique (1227-1796)

  - 225 - Boxley  Angleterre (1146-1538)
    - 443 - Robertsbridge  Angleterre (1176-1538)

  - 272 - Santa Espina (de)  Espagne (1147-1835)
    - 412 - Sandoval (de)  Espagne (1171-1835)
    - 446 - Valdeiglesias (de)  Espagne (1177-1835)

  - 238 - Savigny  France (1147-1790)
    - Villers-Canivet  France (1147-1790)
    - 239 - Beaubec  France (1148-1790)
      - 258 - Lannoy  France (1147-1790)
      - Bival  France (1128-1790)
        - Bondeville  France (1150-1790)
        - Yvetot  France (1657-1780)
        - Neufchâtel-en-Bray  France (1654-1791)

    - 240 - Les Vaux-de-Cernay  France (1147-1790)
      - Le Trésor Notre-Dame  France (1228-1790)
      - 260 - Le Breuil-Benoît  France (1147-1790)
        - 265 - La Trappe  France (1147-1790 et 1815-actuellement)
          - Les Clairets  France (1204-1791)

    - 241 - Furness  Angleterre (1147-1537)
      - 252 - Caldey  Pays de Galles (1136-1536 et 1929-actuellement)
      - 254 - Swineshead  Angleterre (1147-1536)
      - 253 - Rushen  Île de Man (1147-1540)
      - 261 - Byland  Angleterre (1147-1537)
        - 306 - Jervaulx  Angleterre (1147-1537)

      - Calder  Angleterre (1147-1536)
      - 481 - Inch  Irlande du Nord (1187-1541)
      - 548 - Abington  Irlande (1196-1684)

    - 242 - Chaloché  France (1147-1790)
    - 243 - Foucarmont  France (1147-1791)
      - 497 - Lieu-Dieu  France (1147-1791)

    - 244 - Neath  Pays de Galles (1147-1539)
    - 245 - Gouffern  France (1147-1790)
      - 297 - Tironneau  France (1149-1790)

    - 246 - La Boissière  France (1147-1790)
    - 247 - Aunay  France (1147-1791)
      - La Boulaye  France (1170-1170)
      - 451 - Croxden  Angleterre (1176-1538)
      - 699 - Torigny  France (1307-1630)

    - 248 - Quarr  Angleterre (1131-1536)
      - 319 - Stanley  Angleterre (1151-1536)
        - 544 - Duiske  Irlande (1204-1536)

      - 680 - Buckland  Angleterre (1278-1539)

    - 249 - Basingwerk  Pays de Galles (1147-1536)
    - 250 - Combermere  Angleterre (1147-1539)
      - 360 - Dieulacres  Angleterre (1147-1538)
      - 578 - Hulton  Angleterre (1219-1538)
      - 427 - Whalley  Angleterre (1296-1537)

    - 251 - Fontaine-les-Blanches  France (1147-1791)
    - 255 - Longvillers  France (1147-1791)
    - 256 - Stratford Langthorne  Angleterre (1147-1538)
    - 257 - Buildwas  Angleterre (1147-1536)
    - 259 - Buckfast  Angleterre (1147-1539)
    - 262 - Dublin  Irlande (1147-1539)
      - 463 - Dunbrody  Irlande (1171-1536)
      - 565 - Abbeylara  Irlande (1214-1540)

    - 263 - Coggeshall  Angleterre (1140-1538)
    - 264 - La Vieuville  France (1137-1790)
    - 420 - Bon-Repos  France (1172-1790)
    - 444 - Barbery  France (1176-1790)
    - 484 - Champagne  France (1188-XVIIIe siècle)

  - 233 - Val-Richer  France (1143-1791)
  - 271 - Margam  Pays de Galles (1147-1536)
  - 273 - Aulne  Belgique (1146-1794)
  - 278 - Alcobaça  Portugal (1153-1833)
    - 403 - Bouro  Portugal (1195-1834)
    - 417 - Tamarâes (de)  Portugal (1171-1554)
    - 480 - Maceira Dão  Portugal (1188-1834)
    - 511 - Seiça (de)  Portugal (1195-1834)
    - 366 - Estrela (de)  Portugal (1230-1579)
    - Frades (de)  Portugal (1163-1220)
    - Cós (de)  Portugal (1279-1834)
    - 582 - Coimbra  Portugal (1221-1554)
    - Almoster  Portugal (1300-??)
    - Xabregas  Portugal (1429-??)
    - Portalegre  Portugal (1518-1854)

  - 287 - Cambron  Belgique (1148-1797)
    - 590 - Baudeloo  Belgique (1215-1797)

  - 143 - Casamari  Italie (1140-1811 et 1929-actuellement)
    - 363 - Sambucina  Italie (1160-1807)
      - 419 - Sicilia  Italie (1167-1784)
        - 506 - Roccamadore (de)  Italie (1193-1861)
        - 668 - Spanò (de)  Italie (1263-1425 ?)

      - 422 - Saint-Esprit (Palerme)  Italie (1173 1516)
        - 504 - La Magione (de)  Italie (1193-1197)

      - 445 - Roccadia (de)  Italie (1176-1800)
      - 515 - Galeso (de)  Italie (1195-1382)
      - 517 - Acquaformosa (de)  Italie (1195-1807)
      - 580 - Frigido (de)  Italie (1217-1652)

    - 458 - Matina (de)  Italie (1222-1780)
    - 531 - San Galgano  Italie (1224-1783)
      - 613 - Monte Faeta (de)  Italie (1233-1440)
      - 624 - Settimo (de)  Italie (1236-1783)
        - 701 - Buonsollazzo (de)  Italie (1320-1782)

      - 663 - Verruca (de)  Italie (1263-1497)
        - 596 - Mirteto (de)  Italie (1227-1497)

      - 705 - Quarto (de)  Italie (1337-1497)

    - 538 - Sagittario (de)  Italie (1202-1803)
    - Agrigento  Italie (1219-1322)

  - 294 - Fontmorigny  France (1149-1790)
  - 295 - Aubepierre  France (1149-1791)
    - 296 - Les Pierres  France (1149-1790)

  - 298 - Loos  France (1149-1791)
  - 303 - Boulancourt  France (1150-1791)
  - 302 - Longuay  France (1150-1791)
  - 304 - Cabuabbas (de)  Italie (1149-1458)
  - 334 - Clermont  France (1152-1791)
    - 545 - Fontaine-Daniel  France (1204-1791)

  - 335 - Valparaíso  Espagne (1152-1835)
  - 338 - Moreilles  France (1152-1791)
    - 534 - Bois-Grolland  France (1201-1791)

  - 342 - Montederramo (de)  Espagne (1153-1835)
    - 407 - Xunqueira de Espadañedo (de)  Espagne (1170-1835)

  - 343 - La Peyrouse  France (1153-1793)
  - 345 - Mores  France (1153-1791)
  - 348 - Esrum  Danemark (1151-1536)
    - 359 - Vitskøl (de)  Danemark (1158-1563)
      - 393 - Øm  Danemark (1172-1560)

    - 369 - Sorø  Danemark (1161-1538)
      - 508- Ås  Suède (1192-1535)
      - 703 - Knardrup (de)  Danemark (1326-1536)

    - 423 - Dargun (de)  Allemagne (1172-1552)
      - 662 - Buckow (de)  Pologne (1260-1535)

    - 524 - Eldena  Allemagne (1199-1535)
    - 437 - Kołbacz (de)  Pologne (1174-1535)
      - 690 - Marienwalde (de)  Pologne (1294-1539)
      - 710 - Himmelstädt (de)  Pologne (1376-1539)

    - 502 - Rüde  Allemagne (1192-1538)

  - 362 - Salzedas (de)  Portugal (1159-1834)
  - 371 - Armenteira  Portugal (1162-1837 et 1989-actuellement)
  - 382 - Châtelliers  France (1160-1791)
    - 383 - Boschaud  France (1163 -1791)

  - 392 - Klaarkamp  Pays-Bas (1163-1580)
    - 499 - Bloemkamp  Pays-Bas (1190-1579)
    - 501 - Aduard (de)  Pays-Bas (1192-1580)
      - 601 - Ihlow (de)  Allemagne (1228-1529)
      - 659 - Termunten (de)  Pays-Bas (1259-1569)

    - 634 - Gerka (de)  Pays-Bas (1240-1580)

  - 464 - Zirc  Hongrie (1182-1526 et 1659-actuellement)
    - 611 - Kutjevo (de)  Croatie (1232-1521)

  - 477 - Oya  Espagne (1185-1835)
  - 546 - Paludi (de)  Italie (1205-1431)
  - 555 - Topusko (de)  Croatie (1208-début XVIe siècle)
    - 650 - Ercsi (de)  Hongrie (1252-1482)
    - 675 - Zagreb (de)  Croatie (1257-1510)

  - 584 - Canonica (de)  Italie (1214-1583)
  - 591 - Acibeiro (de)  Espagne (1170-1835)
  - 606 - Valence  France (1225-1791)
  - 718 - Charité  France (1432-1790)

### Filiation détaillée de la lignée de Morimond
- 005 - Morimond  France (1115-1791)
  - 013 - Bellevaux  France (1119-1791 et 1817-1830)
    - 023 - Lucelle  France- Suisse (1123-1792)
      - 040 - Neubourg  France (1130-1791)
        - 139 - Maulbronn  Allemagne (1138-1557 et 1630-1648)
          - 326 - Bronnbach  Allemagne (1151-1802)
          - 358 - Schöntal  Allemagne (1153-1802)

        - 283 - Baumgarten  France (1148-1525 et 2009-actuellement)
        - 228 - Herrenalb  Allemagne (1148-1536)

      - 126 - Frienisberg  Suisse (1131-1528)
        - 361 - Tennenbach  Allemagne (1158-1806)

      - 078 - Kaisheim  Allemagne (1133-1802)
        - 673 - Stams  Autriche (1273-1807, 1816-1939 et 1945-actuellement)
        - Seligenthal  Allemagne (1232-1803 et 1834-actuellement)
        - Pielenhofen  Allemagne (1237-1803 et 1806-2010)
        - Oberschönenfeld  Allemagne (1211-1803 et 1836-actuellement)

      - 080 - Lieu-Croissant  France (1134-1790)
      - 125 - Salem  Allemagne (1137-1804)
        - 190 - Raitenhaslach  Allemagne (1143-1803)
        - 598 - Wettingen  Suisse (1227-1841)
        - Gutenzell  Allemagne (1230-1803)
        - 696 - Königsbronn  Allemagne (1302-1553)

      - 138 - Pairis  France (1138-1792)
      - 514 - Saint-Urbain  Suisse (1194-1848)

    - 061 - Rosières  France (1132-1791)
      - 550 - Borgognoni  Italie (1206-1797)
        - 556 - Graecia (de)  Turquie (1208-1261)
        - Gérgeri  Grèce (1218-?)
        - Varangorum (de)  Grèce (1230-1340)

    - 073 - La Charité  France (1133-1791)
      - 140 - La Grâce-Dieu  France (1139-1790 et 1844-2008)

    - 083 - Montheron  Suisse (1135-1536)
    - 553 - Daphní  Grèce (1209-1458)

  - 017 - La Crête  France (1121-1791)
    - 055 - Saint-Benoît-en-Woëvre  France (1132-1791)
      - 320 - Lisle-en-Barrois  France (1150-1791)

    - 064 - Les Vaux en Ornois  France (1130-1791)
      - 196 - Écurey  France (1144-1791)

    - 402 - Les Feuillants  France (1169-1592 et 1592-1791)
    - 435 - Matallana (de)  Espagne (1173-1835)

  - 020 - Kamp  Allemagne (1123-1802)
    - 032 - Walkenried  Allemagne (1129-1546)
      - 060 - Pforta  Allemagne (1132-1540)
        - 439 - Altzelle  Allemagne (1170-1540)
          - 682 - Neuzelle  Allemagne (1268-1817)

        - 697 - Stolpe  Allemagne (1305-1535)
          - 616 - Kärkna  Estonie (1233-1558)
          - Padise  Estonie (1317-1559)

        - 438 - Lubiąż  Pologne (1175-1810)
          - 478 - Oliwa  Pologne (1186-1831 et 1945-actuellement)
          - 583 - Mogila  Pologne (1222-? et 1925-actuellement)
            - Szklane Domy (de)  Pologne (1991-actuellement)

          - 597 - Henryków  Pologne (1222-1810 et 1947-actuellement)
            - 689 - Krzeszów  Pologne (1289-1810)

          - 630 - Kamenz (de)  Pologne (1247-1810)
          - 655 - Koronowo (de)  Pologne (1256-1833)

        - 554 - Daugavgrīva (de)  Lettonie (1208-1305)

      - 155 - Sittichenbach  Allemagne (1141-1540)
        - 465 - Lehnin  Allemagne (1180-1542)
          - 625 - Paradis (de)  Pologne (1236-1834)
            - 685 - Przemęt (de)  Pologne (1278-1810)

          - 661 - Chorin  Allemagne (1258-1570)
          - 694 - Himmelpfort  Allemagne (1299-1541)

        - 503 - Buch  Allemagne (1192-1525)
        - 621 - Grünhain (de)  Allemagne (1230-1536)

    - 049 - Volkenroda  Allemagne (1131-1540)
      - 071 - Waldsassen  Allemagne (1133-1556, 1690-1803 et 1863-actuellement)
        - 191 - Sedlec  République tchèque (1142-1421 et 1620-1783)
          - 688 - Zbraslav  République tchèque (1292-1785)
          - Brno  République tchèque (1323-1782)
          - 709 - Skalice  République tchèque (1357-1783)

        - 192 - Walderbach  Allemagne (1669-1803)
        - 507 - Osek  République tchèque (1192-1580, 1624-1945 et 1991-2008)

      - 372 - Reifenstein  Allemagne (1162-1803)
      - 384 - Loccum (de)  Allemagne (1163-1585)
        - 493 - Reinfeld  Allemagne (1186-1582)
        - Segenstal  Allemagne (1252-1430)

      - 390 - Dobrilugk (de)  Allemagne (1165-1541)
        - 684 - Bledzew (de)  Pologne (1259-1836)

    - 091 - Amelungsborn  Allemagne (1135-1542)
      - 209 - Riddagshausen (de)  Allemagne (1145-1568)
        - 639 - Marienrode  Allemagne (1259-1806)

      - 413 - Doberan (de)  Allemagne (1171-1552)
        - 670 - Pelplin  Pologne (1258-1823)

    - 147 - Hardehausen  Allemagne (1140-1803) et (1927-actuellement Hardehausen-Itatinga in Brésil)
      - 475 - Marienfeld (de)  Allemagne (1185-1803)
      - 523 - Bredelar  Allemagne (1196-1804)
      - 636 - Scharnebeck  Allemagne (1243-1531)

    - 221 - Michaelstein  Allemagne (1139-1543, 1629-1631 et 1636-1640)
    - Saarn  Allemagne (1214-1808)
      - Eppinghoven  Allemagne (1214-1650)
      - Duissern  Allemagne (1234-1802)
        - Sterkrade  Allemagne (1240-1809)

    - 614 - Neuenkamp  Allemagne (1231-1535)
      - 692 - Hiddensee  Allemagne (1296-1536)

    - 727 - Bottenbroich  Allemagne (1231-1802)
      - 714 - Mariënhaven  Pays-Bas (1417-1574)

    - 707 - Eiteren (de)  Pays-Bas (1342-XVIIe siècle)
      - 738 - Mariawald (1470-1794 et 1861-actuellement)
        - 724 - Waerschot  Belgique (1446-?)
        - 729 - Hemelspoort  Pays-Bas (1458-1560)
        - 733 - Monnickendam  Pays-Bas (1465-1574)

      - 719 - Saint-Sauveur d'Anvers (nl)  Belgique (1433-1796)
        - 720 - Mariëndonk (nl)  Pays-Bas (1433-1796)
        - 735 - Mariënhof  Pays-Bas (1483-1572)
        - 736 - Wateringen (nl)  Pays-Bas (1485-1573)

    - 712 - Nieuwkuijk (nl)  Pays-Bas (1382-1579 et 1903-actuellement)
    - 715 - Sibculo  Pays-Bas (1412-1575)
    - 725 - Mariengarden « Burlo »  Allemagne (1448-1803)
    - 726 - Kleinburlo « Darfeld »  Allemagne (1448-1798 et 1803-1812)
    - 740 - Grevenbroich  Allemagne (1623-1802)

  - 028 - Ebrach  Allemagne (1127-1803)
    - 038 - Rein  Autriche (1129-actuellement)
      - 103 - Stična  Slovénie (1136-1784 et 1898-actuellement)
      - 222 - Wilhering  Autriche (1146-1940 et 1945-actuellement)
        - 691 - Engelszell  Autriche (1293-1786 et 1925-actuellement)
        - 658 - Vyšší Brod  République tchèque (1259-1941 et 1991-actuellement)
        - 706 - Säusenstein  Autriche (1334-1789)

      - 723 - Neukloster  Autriche (1440-1880)
      - 739 - Schlierbach  Autriche (1355-1609 et 1620-actuellement)

    - 067 - Heilsbronn  Allemagne (1132-1578)
    - 069 - Langheim  Allemagne (1132-1803)
      - 204 - Plasy  République tchèque (1146-1785)
      - 547 - Velehrad (de)  République tchèque (1205-1784)
        - 666 - Vizovice (de)  République tchèque (1261-1485)

      - Schlägl (de)  Autriche (1203-1218)
      - Himmelkron  Allemagne (1279-1569)

    - 207 - Nepomuk  République tchèque (1145-1558)
      - 356 - Svaté Pole (de)  République tchèque (1157-XVIe siècle)
      - 448 - Hradiště  République tchèque (1144-1420)
      - 648 - Žďár (de)  République tchèque (1252-1784)

    - 217 - Aldersbach  Allemagne (1146-1803)
      - 677 - Fürstenzell  Allemagne (1274-1803)
      - 664 - Fürstenfeld  Allemagne (1263-1803)
      - 700 - Gotteszell  Allemagne (1285-1803)

    - 357 - Bildhausen (de)  Allemagne (1158-1803)

  - 042 - Theuley  France (1130-1790)
    - 146 - Haute-Seille  France (1140-1791)

  - 056 - Clairefontaine  France (1132-1790)
    - 399 - Vaux-la-Douce  France (1168-1791)

  - 063 - Villers-Bettnach  France (1134-1790)
    - 167 - Viktring  Autriche (1142-1786)
      - 645 - Kostanjevica (de)  Slovénie (1234-1785)

    - 290 - Eußerthal  Allemagne (1148-1561)
    - 414 - Wörschweiler  Allemagne (1171-1558)
    - 702 - Pontifroid  France (1323-1740)

  - 068 - Bithaine  France (1133-1791)
    - 323 - Clairlieu  France (1151-1790)

  - 070 - Altenberg  Allemagne (1133-1803)
    - 187 - Mariental  Allemagne (1138-1569)
      - 610 - Hude  Allemagne (1232-1536)
      - Porta Coeli (de) (« Tišnov »)  République tchèque (1239-1782 et 1901-actuellement)

    - 178 - Wągrowiec  Pologne (1143-1835)
      - 629 - Obra (de)  Pologne (1237-1835)

    - 223 - Ląd  Pologne (1175-1819)
    - 418 - Zinna  Allemagne (1170-1553)
    - 485 - Haina  Allemagne (1150-1527)
    - 741 - Derneburg (de)  Allemagne (1443-XVIe siècle)

  - 079 - Morimondo  Italie (1134-1798)
    - 184 - Acquafredda  Italie (1143-1785)
    - 401 - Casalvolone (de)  Italie (1169-1497)

  - 081 - Beaupré  France (1130-1790)
  - 112 - Aiguebelle  France (1137-1791 et 1816-actuellement)
    - 433 - Féniers  France (1173-1791)
      - La Vassin  France (1150-1792)
      - 518 - Le Bouschet-Vauluisant  France (1192-1791)

  - 088 - Heiligenkreuz  Autriche (1133-actuellement)
    - 133 - Zwettl  Autriche (1138-actuellement)
    - 169 - Baumgartenberg  Autriche (1141-1794)
    - 174 - Cikádor  Hongrie (1142-1478)
    - 516 - Marienberg  Autriche (1197-actuellement)
    - 549 - Lilienfeld  Autriche (1202-1789 et 1790-actuellement)
    - 667 - Zlatá Koruna  République tchèque (1263-1785)
    - 704 - Neuberg  Autriche (1327-1786)
    - Neukloster  Autriche (1444-1880)
    - Stiepel  Allemagne (1988-actuellement)

  - 117 - Escaladieu  France (1137-1790)
    - 159 - Fitero  Espagne (1140-1835)
    - 160 - Monsalud (de)  Espagne (1141-1835)
    - 165 - Sacramenia (de)  Espagne (1142-1835)
      - 368 - San Prudencio (de)  Espagne (1162-1835)

    - 224 - Veruela (de)  Espagne (1146-1835)
      - 416 - Herrera (de)  Espagne (1171-1835)
      - 436 - Sajazarra (es)  Espagne (1174-1791)

    - 305 - La Oliva  Espagne (1150-1835 et 1927-actuellement)
      - 671 - Leyre  Espagne (1269-1836)
      - 713 - Marcilla (de)  Espagne (1407-1835)

    - 309 - Bouillas  France (1150-1791)
    - 321 - Flaran  France (1151-1791)
    - 429 - Bujedo de Juarros (de)  Espagne (1159-1835)

  - 118 - Berdoues  France (1137-1791)
    - 193 - Planselve « Gimont »  France (1142-1791)
      - 341 - Rueda (de)  Espagne (1202-1837)
      - 686 - Sauvelade  France (1287-1791)

    - 175 - Valbuena  Espagne (1151-1835)
      - 281 - Rioseco (de)  Espagne (1148-1835)
      - 388 - Bonaval  Espagne (1164-1495)
      - 406 - Palazuelos (de)  Espagne (1169-1835)

    - Vallbona  Espagne (1173-actuellement)
      - Pedregal  Espagne (1176-1604)

    - 197 - Huerta  Espagne (1144-1835 et 1930-actuellement)
      - Buenafuente del Sistal (es)  Espagne (1243-1807 et 1791-actuellement)

    - 312 - Eaunes  France (1150-1791)

  - 119 - Bonnefont  France (1137-1791)
    - 311 - Villelongue  France (1149-1791)
    - 330 - Pérignac  France (1150-1791)
    - 315 - Boulbonne  France (1150-1791)
      - 441 - Óvila  Espagne (1175-1835)

    - 471 - Nizors  France (1180-1790)
    - 586 - Santa Fe (de)  Espagne (1223-1835)
    - 587 - Lavaix  Espagne (1224-1835)

  - 166 - Georgenthal  Allemagne (1142-1528)
    - Johannistal (de)  Allemagne (1256-1526)

  - 179 - Franquevaux  France (1143-1791)
  - 229 - Dore  Angleterre (1147-1537)
    - 595 - Grace Dieu  Pays de Galles (1226-1536)
    - 674 - Vale Royal  Angleterre (1266-1538)

  - 269 - Silvacane  France (1144-1789)
    - 486 - Valsaintes  France (1180-1425 et 1657-1792)

  - 299 - Jędrzejów (de)  Pologne (1140-1819 et 1945-actuellement)
    - 632 - Szczyrzyc  Pologne (1234-actuellement)
    - 652 - Rudach (de)  Pologne (1258-1810)
      - 687 - Jemielnica (de)  Pologne (1289-1810)

  - 354 - Balamand  Liban (1157-1289)
    - 365 - Salvatio (de)  Israël (1161-1174)
    - 405 - Bois (de)  Israël (1169-1290)
    - 482 - Refech (de)  Cisjordanie (1187-1188)
    - 620 - Beaulieu (de)  Chypre (1235-1290)

  - 447 - Sulejów  Pologne (1177-1819 et 1986-actuellement)
  - 455 - Wąchock  Pologne (1179-1819 et 1951-actuellement)
    - 585 - Spišský Štiavnik (de)  Slovaquie (1223-1532)
    - 742 - Wistytschy (de)  Biélorussie (1675-1832)
      - Kimbarowka (de)  Biélorussie (1711-1842)
        - Olizarowystaw (de)  Biélorussie (1704-1830)

  - 473 - Koprzywnica (de)  Pologne (1178-1819)
  - 510 - San Pedro de Gumiel (de)  Espagne (1194-1835)
    - 695 - San Isidoro del Campo (de)  Espagne (1301-1431)

  - 575 - Macosquin  Irlande du Nord (1218-1604)
  - Belleau  France (1242-1510)
  - 734 - Freistroff  France (1470-1790)

### Filiation des abbayes savigniennes
Sous saint Geoffroy († 1139), successeur saint Vital à la tête de l'abbaye, l'influence de Savigny, fondée en 1112, s’accroit rapidement et de nombreuses abbayes-filles apparaissent tant sur le continent que sur les îles britanniques. En 1149, le bienheureux Serlon, troisième abbé de Savigny, rattache l'ensemble de cette nouvelle congrégation à l'ordre de Citeaux dont elle devient la 5° fille, apportant à l'occasion la protection du roi Étienne d'Angleterre. Cette filiation est à l'origine de l'ordre de la Trappe.
- 1112 - abbaye de Savigny  France (1112-1791)
  - 1118 – abbaye des Vaux-de-Cernay  France (1118-1791)
    - 1137 – abbaye du Breuil-Benoît  France (1137-1791)
      - 1140 – abbaye Notre-Dame de la Trappe  France (1140-actuellement)
        - 1202 - abbaye des Clairets  France (1202-1790)

  - 1123 – abbaye de Furness  Angleterre fondée par Étienne de Blois (1123-1537)
    - 1134 – abbaye de Rushen  Angleterre île de Man (1134-1150)
    - 1134 – abbaye de Calder  Angleterre, détruite en 1138 et refondée en tant qu’abbaye de Byland en 1142
      - 1142 – abbaye de Byland  Angleterre par l’abbaye de Calder à la suite de sa destruction vers 1138 (1142-1538)
        - 1145 – abbaye de Jervaulx  Angleterre (1145-1540)

    - 1135 – abbaye de Buildwas  Angleterre (1135-1536)
    - 1135 - abbaye de Swineshead  Angleterre (1135-1536)
    - 1180 - abbaye d'Inch  Angleterre (1180-1541)
    - 1196 - abbaye d'Abington  Angleterre (1196-1627)

  - 1127 – abbaye Notre-Dame du Bec  France (1127-actuellement)
  - 1130 – abbaye de Foucarmont  France (1130-1791)
    - 1190 - abbaye du Lieu-Dieu  France (1191-1791)

  - 1131 – abbaye Notre-Dame d'Aunay  France (1131-1791)
    - 1134 - abbaye de la Boulaye  France (1134-1791)
    - 1178 - abbaye de Croxden  Angleterre (1178-1538)
    - 1308 - abbaye de Torigny  France (1308-1791)

  - 1132 – abbaye Notre-Dame de Quarr  Angleterre île de Wight (1132-actuellement)
  - 1136 – abbaye de Buckfast  Angleterre reprise à la demande d’Étienne d’Angleterre (1136-actuellement)
  - 1137 - abbaye Notre-Dame de la Vieuville France (1137-1790)
  - 1140 - abbaye de Coggeshall  Angleterre (1140-1538) fondée à la demande d'Étienne d’Angleterre
  - 1147- abbaye de Chaloché  France (1147-1790)
  - 1147- abbaye de Neath ( Angleterre 1147-1539)
  - 1147- abbaye de Saint-André-de-Gouffern  France (1147-1790)
  - 1147- abbaye de la Boissière  France (1147-1790)
  - 1147- abbaye de Basingwerk  Angleterre (1147-1536)
  - 1147- abbaye de Combermere  Angleterre (1147-1539)
    - 1172 - Stanlow (en)  Angleterre (1172-1296)
    - 1214 - abbaye de Dieulacres  Angleterre (1214-1538)
    - 1219 - abbaye de Hulton  Angleterre (1219-1538)
    - 1296 - abbaye de Whalley  Angleterre (1296-1537)

  - 1147- abbaye de Fontaine-les-Blanches  France (1147-1791)
  - 1147- abbaye de Longvillers  France (1147-1791)
  - 1147- abbaye de Stratford Langthorne  Angleterre (1147-1538)
  - 1147- abbaye Sainte-Marie de Dublin  Irlande (1147-1539)
    - 1170 -abbaye de Dunbrody  Irlande (1170-1537)
    - 1210 - abbaye d'Abbeylara  Irlande (1210-1540)

  - 1148- Beaubec  France (1148-1790)
  - 1172- abbaye Notre-Dame de Bon-Repos  France (1172-1790)
  - 1176- abbaye Notre-Dame de Barbery  France (1176-1790)
  - 1188- abbaye de Champagne  France (1188-1791)

### Filiation des abbayes cisterciennes féminines
La filiation des abbayes féminines de l'ordre est beaucoup moins connue. Leopold Janauschek ne les recense pas ni, a fortiori, ne leur donne de numéro d'ordre.
Les abbayes féminines, jusqu'à la Révolution, ont une filiation hybride. Il existe d'une part la filiation à Tart, plus secondairement et localement celle à las Huelgas de Burgos, d'autre part des filiations mêlées à celles des abbayes masculines. La première s'explique par le refus d'Étienne Harding de soumettre les femmes à une règle aussi rigoureuse que celle des hommes. La filiation de Tart présente donc une règle cistercienne assouplie. D'autre part, lors de la création par des hommes d'une abbaye dans une région, il arrive fréquemment que des femmes de la famille de ceux-ci (mère, sœurs, voire femme) prennent également le voile dans une fondation située à peu de distance, et qui s'affilie avec le nouveau monastère cistercien,. On relève à la fin du XIVe siècle la dispartion d'abbayes qui, souvent pour des raisons de sécurité, rejoignent un monastère masculin : ainsi Belfays devient une grange de Morimond, Vauxbons rejoint Auberive et Montharlot Champlite. Pour les mêmes raisions de sécurité, mais aussi pour une nécessaire reprise en mains, deux siècles plus tard Corcelles et Colonges sont accueillies par leurs sœurs d'Ounans, elles-mêmes déjà réfugiées dans les murs de Dôle ; et en 1623 Tart émigre à Dijon où les moniales qui ont accepté le déplacement adoptent rapidement la réforme de Rumilly.
Par ailleurs, la filiation des abbayes féminines est difficile à établir, car, si c'est bien une abbaye féminine qui en fonde une autre, en revanche, dans la gestion quotidienne, une disposition de la règle cistercienne interdit à la supérieure d'une abbaye de visiter ses filiales ; c'est donc le monastère cistercien masculin le plus proche, ou le plus apte, qui devient « père » immédiat de la nouvelle abbaye cistercienne. De surcroît, cette affiliation d'un monastère féminin à un monastère masculin est matérialisée aussi symboliquement que concrètement par le paiement d'un cens annuel. Par exemple, les moniales de l'abbaye de Bussières-les-Nonains, maison fondée par l'Éclache en 1182, dépendaient des cisterciens de Noirlac et leur payaient une livre d'encens annuelle. Cette interdiction ne remonte pas aux premiers temps du cistercianisme, mais s'impose à la fin du XIIIe ou au début du XIVe siècle. On peut encore dater quatre « chapitres généraux » spécifiques à la filiation de Tart entre 1268 et 1302, preuve que cette filiation était une réalité. Les chapitres, en revanche, ne constituaient pas comme pour les hommes un espace de prise de décision, mais un espace d'information de ce qu'y s’était dit au chapitre général de Cîteaux (et donc, des abbés masculins), ce qui explique le peu d'enthousiasme des abbesses à s'y rendre.
- Tart  France (1125-1792)
  - Belmont  France (1127-1792)
  - Belfays  France (1138-1393)
  - Poulangy  France (1038-1790)
  - Vauxbons  France (1181-1405)
  - Benoîtevaux  France (1198-1790)
  - Ounans  France (1140-1595)
  - Corcelles  France (1150-1609)
  - Montarlot  France (1174-1393)
  - Le Lieu-Dieu  France (1180-1790)
  - Colonges  France (1142-1622)
  - Molaise  France (1142-1790)
  - Montreuil-les-Dames  France (1146-1790)
  - Fabas  France (avant 1150-1791)
  - L'Éclache  France (?-1790)
    - Bussières-les-Nonains  France (1188-1790)

  - Rieunette  France (1162-1761 et 1998-actuellement)
  - L'Étanche  France (1148-1792)
  - Droiteval  France (1130-1790)
  - Besançon  France (1226-1790)

Filiation indéterminée :
- - L'Eau  France (1226-1792)

### Filiation des bernardines réformées
- Rumilly  France (1622-1792)
  - Grenoble  France (1624-1792)
  - La Roche-sur-Foron  France (1626-1792)
  - Saint-Jean-de-Maurienne  France (1626-1796)
  - Moulins  France (1626-1791)
  - Seyssel  France (1627-1792)
    - Belley  France (1805-1947)

  - Vienne  France (1630-1792)
  - Montluçon  France (1631-1792)
  - Toulon  France (1636-1765)
  - Arques  France (1636-1793)
  - Antibes  France (1637-1792)
  - Conflans  France (1637-1793)
  - Lorgues  France (1638-1736)
  - Aix-en-Provence  France (1639-1761)
  - Marseille  France (1639-1791)
  - Annecy  France (1639-1792)
  - Cuers  France (1640-1792)
  - Cavaillon  France (1641-1773)
  - Lyon  France (1642-1790)
  - Fréjus  France (1642-1766)
  - Évian  France (1642-1790)
  - La Ciotat  France (1642-1792)
  - Collombey  Suisse (1643-actuellement)
    - Géronde  Suisse (1935-actuellement)

  - Clermont  France (1646-1790)
  -  Chambéry  France (1644-1792)
  - Voiron  France (1648-1791)
  - Orgelet  France (1652-1792)
  - Nice  France (1661-1792)
  - Pontarlier  France (1665-1792)

## Après la Révolution française
Les abbayes cisterciennes et trappistes gardent ce même principe de filiation des abbayes. Mais, à la différence de ce qui est fait avant la Révolution, les abbayes féminines et masculines sont certes numérotées à part, mais n'ont pas deux filiations distinctes.

### Filiation détaillée des abbayes cisterciennes
Les abbayes cisterciennes de la commune observance sont regroupées à travers diverses congrégations, chacune ayant à sa tête une abbaye-mère.

#### Congrégation de Zirc
Voir Congrégation de Zirc (de).
- Zirc  Hongrie (1923-actuellement)
  - Szentgotthárd (1923-1950)
  - Dallas (en)  États-Unis ( (1963-actuellement)
  - Nővérek  Hongrie (1996-actuellement)

#### Congrégation de Mehrerau
Congrégation de Mehrerau
- Mehrerau

#### Congrégation d'Anagni
Congrégation d'Anagni (de)
- Abbaye d'Anagni

#### Congrégation de Port-Royal
Congrégation de Port-Royal

#### Congrégation cistercienne vietnamienne
La Congrégation cistercienne vietnamienne (vi) rattachée à l'ordre cistercien de la Stricte Observance compte douze abbayes, toutes au Viêt Nam sauf la dernière située aux États-Unis :
- Phước sơn (1918-actuellement)
  - Châu Sơn Nho Quan (vi) (1936-actuellement)
  - Châu Sơn Đơn Dương (vi) (1936-actuellement)
  - Tâm Phước Lý (1950-actuellement)
  - Châu Thuỷ (1971-actuellement)
  - Vĩnh Phước (1972-actuellement)
  - Thiên Phước (1975-actuellement)
  - Phước Vĩnh (1975-actuellement)
  - Phước Hải (1976-actuellement)
  - Fatima (1978-actuellement)
  - An Phước (1978-actuellement)
  - Phước Thiên (1988-actuellement)
  - Ava (2019-actuellement)

#### Cisterciennes bernardines d'Esquermes
Les cisterciennes bernardines d'Esquermes dont la maison mère est située à Saint-André-lez-Lille, dans le Nord de la France, compte sept monastères :
- L'abbaye Notre-Dame de la Plaine,  France, maison-mère de la congrégation,
- Le monastère Stella Maris, à Mikkabi,  Japon,
- Le monastère Notre-Dame du Lac, à Goma,  République démocratique du Congo[12]
- Monastery of Our Lady of Hyning, à Carnforth,  Angleterre,
- Le monastère Notre-Dame de Bafor, à Diebougou,  Burkina Faso,
- Monastery of Our Lady and Saint Bernard, à Brownshill, Stroud,  Angleterre,
- Une fondation au  Vietnam.

#### Congrégation de l'Immaculée Conception
La Congrégation de l'Immaculée Conception, dont le siège est à Lérins, compte sept monastères :
- Lérins  France
  - Sénanque  France
  - Castagniers  France
  - Rieunette  France
  - Nazareth  Canada
  - Dominus Tecum  Italie
  - My Ca  Vietnam

### Filiation détaillée des abbayes trappistes
- 001 ♂ - Cîteaux  France (1898-actuellement[13])
  - 002 ♂ - La Trappe  France (1147-1790 puis 1814-actuellement[14])
    - 006 ♂ - Bellefontaine  France (1816-actuellement[15])
      - 001 ♀ - Les Gardes  France (1818-actuellement[16])
      - 031 ♂ - Oka (« Val Notre-Dame »)  Canada (1881-actuellement[17])
        - 042 ♂ - Prairies  Canada (1892-actuellement[18])
        - 043 ♂ - Mistassini  Canada (1892-actuellement[19])
          - 048 ♂ - Calvaire  Canada (1902-actuellement[20])
            - 003♀ - Rogersville (en)  Canada (1904-actuellement[note 3],[23])

        - 016 ♀ - Bon Conseil (« Saint-Benoît-Labre »)  Canada (1902-actuellement[24])

      - 026 ♂ - Spencer  États-Unis (1868-actuellement[25])
        - 060 ♂ - Guadalupe  États-Unis (1948-actuellement[26])
          - 040 ♀ - Redwoods  États-Unis (1963-actuellement[27])

        - 063 ♂ - Berryville (« Sainte-Croix »)  États-Unis (1950-actuellement[28])
          - 058 ♀ - Crozet  États-Unis (1987-actuellement[29])

        - 072 ♂ - Snowmass (« Saint-Benoît »)  États-Unis (1956-actuellement[30])

      - 076 ♂ - Azul  Argentine (1958-actuellement[31])
        - 
          - 049 ♀ - Hinojo  Argentine (1973-actuellement[32])
          - 047 ♀ - El Encuentro  Mexique (« Madre de Dios ») (1971-actuellement[33])

        - 027 ♀ - Wrentham (en) (« Mount Saint Mary »)  États-Unis (1949-actuellement[34])

      - 084 ♂ - Kokoubou  Bénin (1972-actuellement[35])
      - 039 ♀ - Parakou (« Étoile Notre-Dame »)  Bénin (1972-actuellement[36])

    - 017 ♂ - Timadeuc  France (1841-actuellement[37])
      - 066 ♀ - Ampibanjinana  Madagascar (1996-actuellement[38])
      - 019 ♀ - Campénéac (« La Joie Notre-Dame »)  France (1920-actuellement[39])

    - 025 ♂ - Tre Fontane  Italie (1867-actuellement[40])
      - 043 ♀ - Valserena (it)  Italie (1968-actuellement[41])
        - 075 ♀ - Fons Pacis  Syrie (2012-actuellement[42])

      - 055 ♀ - Huambo  Angola (1982-actuellement[43])

    - 009 ♀ - Échourgnac (« Notre-Dame de Bonne-Espérance »)  France (1852-actuellement[44])

  - 004 ♂ - Melleray  France (1817-2016[45],[6])
    - 010 ♂ - Bricquebec (« Notre-Dame-de-Grâce »)  France (1824-actuellement[46])
      - 044 ♂ - Hokuto (« Le Phare »)  Japon (1896-actuellement[47])
        - 015 ♀ - Tenshien  Japon (1898-actuellement[48])
          - 059 ♀ - Sujong  Corée du Sud (1987-actuellement[49])

        - 087 ♂ - Oita  Japon (1980-actuellement[50])

      - 025 ♀ - Nishinomiya  Japon (1935-actuellement[51])
      - 032 ♀ - Imari  Japon (1953-actuellement[52])
      - 035 ♀ - Nasu  Japon (1953-actuellement[53])
      - 053 ♀ - Ajimu  Japon (1981-actuellement[54])

    - 014 ♂ - Mount Melleray  Irlande (1833-actuellement[55])
      - 019 ♂ - New Melleray  États-Unis (1849-actuellement[56])
        - 015 ♂ - Mount Saint Bernard  Angleterre (1835-actuellement[57])
          - 018 ♀ - Whitland (« Holy Cross »)  Pays de Galles (1991-actuellement[note 4],[59])
          - 079 ♂ - Bamenda (de)  Cameroun (1963-actuellement[60])
            - 100 ♂ - Nsugbe  Nigeria (2000-actuellement[61])

        - 065 ♂ - Ava  États-Unis (1951-actuellement[62])
          - 083 ♂ - Guimaras  Philippines (1972-actuellement[63])
            - 064 ♀ - Matutum  Philippines (1993-actuellement[64])

        - 042 ♀ - Mississippi  États-Unis (1964-actuellement[65])

      - 029 ♂ - Roscrea  Irlande (1878-actuellement[66])
        - 058 ♂ - Nunraw  Écosse (1946-actuellement[67])
        - 070 ♂ - Tarrawarra  Australie (1954-actuellement[68])
          - 096 ♂ - Kurisumala  Inde (1998-actuellement[69])

        - 067 ♀ - Tautra  Norvège (1999-actuellement[70])
        - 080 ♂ - Bolton  Irlande (1965-actuellement[71])

      - 056 ♂ - Mellifont  Irlande (1938-actuellement[72])
      - 061 ♂ - Portglenone « Notre-Dame de Bethlehem »  Irlande du Nord (1948-actuellement[73])
      - 069 ♂ - Kopua  Nouvelle-Zélande (1954-actuellement[74])
      - 024 ♀ - Glencairn  Irlande (1932-actuellement[75])
      - 054 ♀ - Abakaliki  Nigeria (1982-actuellement[76])

    - 018 ♂ - Notre-Dame de Gethsemani  États-Unis (1848-actuellement[77])
      - 057 ♂ - Conyers  États-Unis (1944-actuellement[78])
        - 056 ♀ - Humocaro  Venezuela (1985-actuellement[79])
        - 089 ♂ - Les Andes  Venezuela (1987-actuellement[80])

      - 059 ♂ - Huntsville  États-Unis (1947-actuellement[81])
        - 048 ♀ - Santa Rita  États-Unis (1972-actuellement[82])

      - 078 ♂ - Miraflores  Chili (1960-actuellement[83])
        - 052 ♀ - Quilvo  Chili (1981-actuellement[84])
        - 074 ♀ - Boa Vista  Brésil (2009-actuellement[85])

      - 062 ♂ - Mepkin  États-Unis (1949-actuellement[86])
        - 062 ♀ - Esmeraldas  Équateur (1992-actuellement[87])

      - 064 ♂ - Genesee  États-Unis (1952-actuellement[88])
        - 085 ♂ - Awhum  Nigeria (1978-actuellement[89])
        - 086 ♂ - Novo Mundo  Brésil (1980-actuellement[90])
        - 102 ♂ - Illah  Nigeria (2006-actuellement[91])

      - 071 ♂ - New Clairvaux « Vina »  États-Unis (1955-actuellement[92])
        - 049 ♂ - Lantau (« Notre-Dame de la Joie » ou « Le Havre trappiste »)  Hong Kong (1949-actuellement[93])
          - 091 ♂ - Shuili  Taïwan (1991-actuellement[94])

        - 068 ♂ - Juigalpa  Nicaragua (2001-actuellement[95])

    - 033 ♂ - Divielle  France (1869-1930[96])

  - 005 ♂ - Port-du-Salut  France (1815-actuellement[97])
    - 002 ♀ - La Coudre (« Laval »)  France (1818-actuellement[98])
    - 007 ♂ - Aiguebelle  France (1816-actuellement[99])
      - 005 ♀ - Blauvac  France (1991-actuellement[note 5],[102])
      - 024 ? ♂ - Dombes  France (1863-2001[103])
        - 032 ? ♂ - Délivrance  Slovénie (1891-1947[104])

      - 028 ♂ - Acey  France (1873-actuellement[105])
        - 014 ♀ - Igny  France (1929-actuellement[106])
        - 073 ♀ - Géronde  Suisse (2008-actuellement[107])

      - 039 ♂ - Bonnecombe  France (1876-1965[108])
      - 054 ♂ - Notre-Dame de l'Atlas (« Tibhirine » puis « Midelt »)  Maroc (1934-actuellement[109])
      - 066 ♂ - Koutaba  Cameroun (1951-actuellement[110])
        - 044 ♀ - Obout  Cameroun (1969-actuellement[111])

    - 009 ♂ - Oelenberg (1824-actuellement[112])
      - 004 ♀ - Baumgarten  France (1825-actuellement[note 6],[114])
      - 023 ♂ - Mariawald  Allemagne (1862-actuellement[115])
        - 027 ♂ - Marija-Zvijezda  Bosnie-Herzégovine (1869-actuellement[116])
        - 031 ♀ - Dahlem (de)  Allemagne (1953-actuellement[117])

      - 047 ♂ - Engelszell  Autriche (1862-actuellement[118])

  - 008 ♂ - Sept-Fons  France (1845-actuellement[119])
    - 012 ♂ - Tamié  France (1824-actuellement[120])
      - 011 ♂ - Mont-des-Cats  France (1826-actuellement[121])
        - 030 ♂ - Koningshoeven (« Tilburg »)  Pays-Bas (1881-actuellement[122])
          - 045 ♂ - Zundert  Pays-Bas (1899-actuellement[123])
            - 003 ♂ - Westmalle  Belgique (1794-actuellement[124])
              - 050 ♂ - Orval  Belgique (1927-actuellement[125])
                - 007 ♀ - Clairefontaine  Belgique (1845-actuellement[126])
                - 050 ♀ - Brialmont  Belgique (1934-actuellement[127])

              - 016 ♂ - Achel  Belgique (1846-actuellement[128])
                - 035 ♂ - Echt (nl)  Pays-Bas (1883-actuellement[129])
                  - 070 ♀ - Donnersberg (de)  Allemagne (2003-actuellement[130])

                - 036 ♂ - Diepenveen  Pays-Bas (1883-actuellement[131])
                - 039 ♂ - Rochefort  Belgique (1887-actuellement[132])
                - 046 ♀ - Klaarland  Belgique (1970-actuellement[133])

              - 028 ♀ - Nazareth  Belgique (1950-actuellement[134])
              - 074 ♂ - Kasanza  République démocratique du Congo (1958-actuellement[135])
              - 062 ♀ - Mvanda  République démocratique du Congo (1992-actuellement[136])

            - 013 ♂ - Saint-Sixte  Belgique (1831-actuellement[137])
              - 020 ♂ - Scourmont  Belgique (1850-actuellement[138])
                - 013 ♀ - Chimay  Belgique (1875-actuellement[139])
                - 036 ♀ - Kibungo (de) (« Clarté-Dieu »)  Rwanda (1955-actuellement[note 7],[141])
                - 021 ♀ - Soleilmont  Belgique (1922-actuellement[142])
                - 051 ♂ - Caldey  Pays de Galles (1929-actuellement[143])
                - 068 ♀ - Mokoto  Rwanda (1954-actuellement[144])
                - 065 ♀ - Kunnambetta  Inde (1995-actuellement[145])

            - 101 ♂ - Myrendal  Danemark (2002-actuellement[146])

          - 067 ♂ - Rawaseneng  Indonésie (1953-actuellement[147])
            - 057 ♀ - Gedono  Indonésie (1987-actuellement[148])
            - 076 ♀ - Macao (« Étoile de l'Espérance »)  Macao (2012-actuellement[149])
            - 095 ♂ - Lamanabi  Indonésie (1996-actuellement[150])

          - 073 ♂ - Victoria  Ouganda (1956-actuellement[151])
            - 041 ♀ - Butende  Ouganda (1964-actuellement[152])

          - 026 ♀ - Koningsoord (« Berkel »  Pays-Bas (1937-actuellement[153])

        - 037 ♂ - Frattocchie  Italie (1883-actuellement[154])
          - 011 ♀ - Vitorchiano  Italie (1875-actuellement[155])
            - 077 ♀ - Palaçoulo  Portugal (2020-actuellement)[156])

          - 072 ♀ - Naší Paní (cs)  République tchèque (2007-actuellement[157])

        - 075 ♂ - Maromby  Madagascar (1958-actuellement[158])
        - ? ♀ Belval (1893-2012[159])
        - 017 ♀ - Fille-Dieu (« Romont »)  Suisse (1905-actuellement[160])

      - 093 ♂ - Boschi (« Madonna dell'Unione »)  Italie (1996-actuellement[161])
      - 021 ♂ - Notre-Dame-des-Neiges  France (1852-actuellement[162])
        - 022 ♂ - Désert  France (1852-2020[163],[164])
          - 008 ♀ - Rivet  France (1852-actuellement[165])
          - 041 ♂ - Dueñas (es) (« San Isidro »)  Espagne (1891-actuellement[166])
            - 022 ♀ - Alloz (es)  Espagne (1923-actuellement[167])
            - 052 ♂ - Oseira (es)  Espagne (1929-actuellement[168])
            - 055 ♂ - Cardeña  Espagne (1942-actuellement[169])
              - 030 ♀ - Arévalo  Espagne (1951-actuellement[170])
              - 034 ♀ - Benaguacil  Espagne (1954-actuellement[171])

            - 051 ♀ - La Palma (« Notre-Dame de la Paix »)  Espagne (1976-actuellement[172])
            - 077 ♂ - Bela Vista  Angola (1958-actuellement[173])
            - 088 ♂ - Jacona  Mexique (1981-actuellement[174])

          - 046 ♂ - Viaceli (es) (« San Isidro »)  Espagne (1908-actuellement[175])
            - 053 ♂ - Huerta  Espagne (1930-actuellement[176])
              - 029 ♀ - Vico  Espagne (1951-actuellement[177])
              - 033 ♂ - La Oliva  Espagne (1927-actuellement[178])
                - 038 ♀ - Tulebras  Espagne (1957-actuellement[179])
                - 092 ♀ - Escalonias  Espagne (1994-actuellement[180])
                - 094 ♀ - Zenarruza  Espagne (1996-actuellement[181])

            - 033 ♀ - Avila  Espagne (1954-actuellement[182])
            - 037 ♀ - Carrizo  Espagne (1955-actuellement[183])
            - 081 ♂ - Sobrado (de)  Espagne (1966-actuellement[184])
              - 060 ♀ - Armenteira  Portugal (1989-actuellement[185])

            - 090 ♂ - Jarabacoa (es)  République dominicaine (1989-actuellement[186])
            - 098 ♂ - Paraíso  Espagne (1999-actuellement[187])

        - 010 ♀ - Bonneval  France (1875-actuellement[188])
        - 045 ♀ - Cabanoule  France (1970-actuellement[189])

    - 034 ♂ - Yangjiaping (« Notre-Dame-de-Consolation »)  Chine (1883-1954[190])
    - 040 ♂ - Latroun  Israël (1890-actuellement[191])
    - ? ♂ - Notre-Dame-des-Îles  Nouvelle-Calédonie (1887-1890[192] et 1969-2001[193])
    - 006 ♀ - Ubexy  France (1841-2012[194])
    - 012 ♀ - Chambarand  France (1868-1903 et 1931-actuellement[195])
    - 063 ♀ - Rosaire  Chine (2009-actuellement[196])
    - 099 ♂ - Nový Dvůr  République tchèque (2002-actuellement[197])
    - 071 ♀ - Jassonneix (« Meymac »)  France (2009-actuellement[198])

  - ? ♀ - Munkeby  Norvège (2009-actuellement[199])